# 御園生誠
御園生 誠（みそのう まこと、1939年 - ）は、日本の化学者。東京大学名誉教授。専門は触媒化学、化学環境学。

## 略歴
- 鹿児島県出身[1]
- 1961年3月 - 東京大学工学部応用化学科卒業
- 1966年3月 - 東京大学大学院博士課程単位取得退学
- 1983年4月 - 東京大学工学部教授就任
- 1999年3月 - 東京大学工学部教授退官
- 1999年4月 - 工学院大学教授就任
- 2005年3月 - 工学院大学教授退職
- 2005年4月 - 製品評価技術基盤機構理事長[2]

## 受賞歴・委員歴
- 1991年 - 触媒学会学会賞[3]
- 1994年 - 触媒学会会長[3]
- 1996年 - 石油学会賞[3]
- 1997年 - 日本化学会副会長[3]
- 2004年 - 日本化学会会長

## 著書
- 環境にやさしい化学技術の開発、シーエムシー出版、2006
- 化学環境学、裳華房、2007
- 触媒化学、第2版、丸善、2009
- 化学コミュニケーション、化学工業日本社、2011
- 最新グリーンケミストリー、講談社、2011
- グリーンケミストリー、共立出版、2012
- 現代の化学環境学 －環境の理解と改善のために－、裳華房、2017年